# 有翼邁立開條鰍
有翼邁立開條鰍（學名：Malihkaia aligera）為輻鰭魚綱鯉形目條鰍科邁立開條鰍屬的其中一種，分布於亞洲緬甸克欽邦葡萄縣邁立開江流域，本魚體延長而側扁，口下位，唇厚，由許多緊密排列的皺褶組成；邊緣有細圓齒，雄魚的胸鰭呈鐮刀狀，大大拉長為“翼”，剛硬且捲曲，第一條鰭條最長，所有的分枝和亞枝都相鄰，它們之間沒有膜，側線完整，身體有9-12條從背中線延伸到胸鰭水平的條紋，在背鰭前面的條的寬度和形狀非常規則，後面不太規則，比間隙寬得多；尾鰭基部有黑色斑塊，基部中間有一個或多或少的方形斑點，在背前鰭條上有一個三角形斑點，體長可達7.7公分，棲息在礫石底質、水流快速的河川底層水域，生活習性不明。

## 扩展阅读
維基物種上的相關：有翼邁立開條鰍